# Itziar Miranda
 (juillet 2022).
Si vous disposez d'ouvrages ou d'articles de référence ou si vous connaissez des sites web de qualité traitant du thème abordé ici, merci de compléter l'article en donnant les références utiles à sa vérifiabilité et en les liant à la section « Notes et références ».
Itziar Miranda (Estadilla, 21 septembre 1978) est une actrice et écrivaine espagnole, connue principalement pour son rôle de Manuela Sanabria dans Amar en tiempos revueltos et Amar es para siempre et pour son recueil de nouvelles féminines, "Colección Miranda". En 2021, elle écrit la collection de livres jeunesse Miranda et Tato au sujet des ODD de l'agenda 2030 de l'ONU[réf. nécessaire]

## Biographie
Née à Saragosse, elle a grandi dans la ville de Huesca, Estadilla. Itziar Miranda connaît un premier succès grâce à la série Amar es para siempre dans laquelle elle incarne le personnage de Manolita pendant quinze ans. Actuellement[Quand ?], elle joue dans la série The Last Show d'Alex Rodrigo sur HBO.
Elle poursuit sa carrière cinématographique dans une douzaine de films tels que Nada en la nevera de Fernández Armero ou Celos de Vicente Aranda. Elle se produit notamment au Teatro Español ou au Centro Dramático Nacional, dans le festival de théâtre de Mérida, aux côtés de Raúl Arévalo[réf. nécessaire], et à l'étranger au théâtre Solís en Uruguay.
Elle et son frère Jorge sont les auteurs de la collection Miranda, En vente dans le marché espagnol (Espagne, Amérique latine et États-Unis) et traduit en plusieurs langues (ukrainien, lituanien, roumain et russe) qui visent à promouvoir les grandes femmes de l'histoire, dont par exemple Marie Curie, Hedy Lamarr, Coco Chanel, Indira Gandhi, Billie Holiday, Emily Brontë, Frida Kahlo, Amelia Earhart, Jane Goodall.
Depuis quelques années, elle anime des ateliers sur le féminisme et la coéducation dans les écoles, les librairies et les musées (tels que le Reina Sofía, le museo ABC et le musée du romantisme). Elle a également donné des ateliers à Mexico et à la Foire internationale du livre de Guadalajara (Mexique). Elle est ambassadrice du FIP Tocando el cielo, un festival international de musique classique engagé en faveur du rôle des femmes dans la musique.
En 2021, il publie un nouveau recueil de nouvelles : Miranda et Tato, au sujet des ODD de l'agenda 2030. Ces ouvrages ont pour objet de sensibiliser un public jeune à la cause du développement durable.

## Vie privée
Elle est mariée à l'acteur Nacho Rubio, avec qui elle a deux filles, Daniela (née en mai 2014) et Julia (née en octobre 2016). Toutes deux ont participé à Amar es para siempre, jouant respectivement Ciriaco (saisons 3 et 4) et Catalina (saison 5), les plus jeunes enfants de Marcelino et Manolita.

## Filmographie

### Télévision
| Année              | Série                          | Personnage                    | Chaîne                  | Notes                                                                 |
| ------------------ | ------------------------------ | ----------------------------- | ----------------------- | --------------------------------------------------------------------- |
| 1998               | Periodistas                    | Sara                          | Telecinco               | 1 épisode : Donde está la acción                                      |
| 2000               | El grupo                       | María                         | Telecinco               | 1 épisode : Te quide desde que llevaste a merendar a las Vistillas    |
| 2002               | Demium                         | Eva                           | Antena 3                | Téléfilm Réalisé par Ignacio Sarrais Rodríguez                        |
| 2003               | Ana y los 7                    | Trini                         | La 1                    | 2 épisodes : Quejida hija et Chantajeada                              |
|                    | La sopa boba                   |                               | Antena 3                | 1 épisode                                                             |
| 2005 - 2012        | Amar en tiempos revueltos      | Manuela « Manolita » Sanabria | La 1                    | 1717 épisodes                                                         |
| 2008               | Impares                        | Loli                          | Antena 3                | 1 épisode                                                             |
|                    | Flores para Belle              | Manuela « Manolita » Sanabria | La 1                    | AETR spécial, 1 épisode Réalisé par Joan Noguera                      |
| 2009               | ¿Quién mató a Hipólito Roldán? | Manuela « Manolita » Sanabria | La 1                    | AETR spécial, 2 épisodes Réalisé par Eduardo Casanova et Joan Noguera |
| 2010               | Alta traición                  | Manuela « Manolita » Sanabria | La 1                    | AETR spécial, 1 épisode Réalisé par Joan Noguera et Asier Aizpuru     |
| 2011               | La muerte a escena             | Manuela « Manolita » Sanabria | La 1                    | AETR spécial, 2 épisodes Réalisé par Eduardo Casanova                 |
| 2013 - aujourd'hui | Amar es para siempre           | Manuela « Manolita » Sanabria | Antena 3                | En cours                                                              |
| 2019               | La tragedia de Biescas         | Carla                         | Aragón TV               | Téléfilm Réalisé par Juan Miguel de Castillo                          |
| 2020               | The Last Show                  | Marisa                        | Aragón TV et HBO España | 8 épisodes                                                            |
| 2020 - 2021        | Luimelia                       | Manuela « Manolita » Sanabria | Atresplayer Premium     | 3 épisodes                                                            |

### Longs métrages
- Nada en la nevera (1998) : Natalia
- Celos (1999) : Trini
- El arte de morir (2000) : fille dans la discothèque
- Corazón de bombón (2001) : Susana
- School killer (2001) : Rosa
- La soledad era esto (2002) : amie de Bárbara
- Bestiario (2002) : Maru
- Esta noche, no (2002) : Carmen
- Perro flaco (2011)
- Bendita calamidad (2014)

### Courts métrages
- Franco no puede morir en la cama (1998) : Marta
- Los aficionados (2000)
- Intro (2005) : protagoniste
- Entrevista a Victor (2006)
- Termitas (2006) : protagoniste
- Pasión por el Fútbol. La jugada más ardiente de la temporada (2007)
- Perrito chino (2012) : boulangère

### Livres
- « Collection Miranda », écrit par elle et son frère Jorge Miranda avec des illustrations de Lola Castejón et avec l'aide du chef Nacho Rubio. Édité par Edelvives.
- Collection Miranda et Tato. Écrit avec Nacho Rubio et Jorge Miranda, illustré par Àngeles Ruiz et publié par Edelvives.
- La cuisine de Manolita et Marcelino, édité par RHM.

## Théâtre
- Zatureki (2000), montage pour la 4e année de RESDAD
- Estaba en casa, y esperé que llegara la lluvia (2002), réalisé par Darío Facal, en collaboration avec la société Metatarso
- Mademoiselle Rose ou le Langage des fleurs (2004) : Rosita. Réalisé par Federico García Lorca/Antonio D. Florián, avec la Compagnie Espada de Madera
- El principito (2007-2009) : Rosa, renard et serpent. Réalisé par Pablo R. Escola
- La leçon (2009-2010). Réalisé par J. M. Gual, au Teatro Español
- Tartuffe (2011). Réalisé par Hernán Gené
- Dani et Roberta (2012). Mise en scène de J. M. Gual, au Teatro Español
- Lúcido (2012-2014). Réalisé par Amelia Ochandiano
- Historia del soldado (2015). Réalisé par Amelia Ochandiano